# Saint-Hilaire-du-Maine
Saint-Hilaire-du-Maine là một xã của tỉnh Mayenne, thuộc vùng Pays de la Loire, tây bắc nước Pháp.